# Svetlana Aleksijevič
Svetlána Aleksándrovna Aleksijévič (belorusko Святлана Аляксандраўна Алексіевіч, rusko Светлана Александровна Алексие́вич, beloruska, pretežno ruskojezična, preiskovalna novinarka in publicistka, * 31. maj 1948, Stanislav, Ukrajinska SSR, Sovjetska zveza (sedaj Ivano-Frankivsk, Ukrajina).
Svetlana Aleksandrova Aleksijevič je leta 2015 prejela Nobelovo nagrado za književnost za »svoje polifono pisanje, spomenik trpljenju in pogumu našega časa«. Kritiki opisujejo njene knjige kot literarno kroniko čustvene zgodovine sovjetskega in post-sovjetskega človeka, povedano skozi natančno načrtovan kolaž intervjujev.

## Dela
Literarno-dokumentarni cikel »Glasovi Utopije«
1. У войны не женское лицо (Vojna nima ženskega obraza, objavljeno l. 1985). 
Knjiga vsebuje izpovedi žensk, ki so sodelovale v drugi svetovni vojni. Prva izdaja je bila cenzurirana zaradi pacifizma, zanikanja junaške podobe sovjetskih žensk in zaradi naturalizma nekaterih pripovedi[4]. Večkrat uprizorjeno v filmih in gledališčih.
2. Последние свидетели (Zadnje priče, 1985)
Sto pričevanj o otroških spominih na vojno.
3. Цинковые мальчики (Cinkovi fantje, 1989) 
 Pričevanja žensk (mater, žena, deklet), ki jim je ljubljene fante vzelo rusko posredovanje v Afganistanu. Osnova za več uprizoritev.
4. Чернобыльская молитва (Černobilska molitev, 1997), prevedeno v slovenščino (COBISS)
Avtorica je v desetih letih zapisala izpovedi več kot 500 pričevalcev o jedrski katastrofi v Černobilu.
5. Время секонд хэнд (Čas 'second handa', 2013)
O "sovjetskem človeku". Avtorica: "Nekateri ga vidijo kot tragično osebo....Meni je dobro znan, z njim v soseščini sem preživela veliko let. Jaz sem - on. To so moji znanci, prijatelji, starši. Socializem je umrl, mi pa smo ostali."

Druga dela
- Зачарованные смертью (Očarani s smrtjo. belorusko 1993, rusko 1994)
O travmah ljudi ob razpadu Sovjetske Zveze.